# Anna, Marias moder
Anna var enligt det apokryfa Jakobs protevangelium Jungfru Marias moder, hustru till Joakim och därmed mormor till Jesus. Hon vördas som helgon, Sankta Anna,  inom Romersk-katolska kyrkan med festdag 26 juli (tillsammans med Joakim).
Anna är blivande mödrars skyddshelgon, eftersom hon blev havande genom den kyss hon fick av Joakim vid Gyllene porten i Jerusalem. I medeltidskonsten framställs hon ofta tillsammans med Maria och Jesus som Anna själv tredje.